# Тихонравов, Константин Никитич
Константин Никитич Тихонравов (1822—1879) — русский археолог, этнограф и статистик, редактор «Владимирских губернских ведомостей», секретарь Владимирского губернского статистического комитета, исследователь Владимирской губернии.

## Биография
Константин Тихонравов родился 28 апреля 1822 года в городе Коврове, Владимирской губернии, в семье бедного чиновника. Первоначальное образование получил в Суздальском духовном училище, в 1836 году поступил во Владимирскую духовную семинарию, которую окончил в 1842 году.
В 1842 году он поступил на службу в канцелярию владимирского губернатора и с конца 1843 года К. Н. Тихонравов стал заведовать всеми делами губернского статистического комитета, составляя статистические таблицы о состоянии губернии для статистического отделения Министерства внутренних дел Российской империи и для всеподданнейших годовых отчетов губернатора.
В то же время он стал деятельно сотрудничать в неофициальной части «Владимирских губернских ведомостей», помещая там различные статьи по статистике, этнографии, истории и археологии Владимирской губернии, обратившие на себя всеобщее внимание.

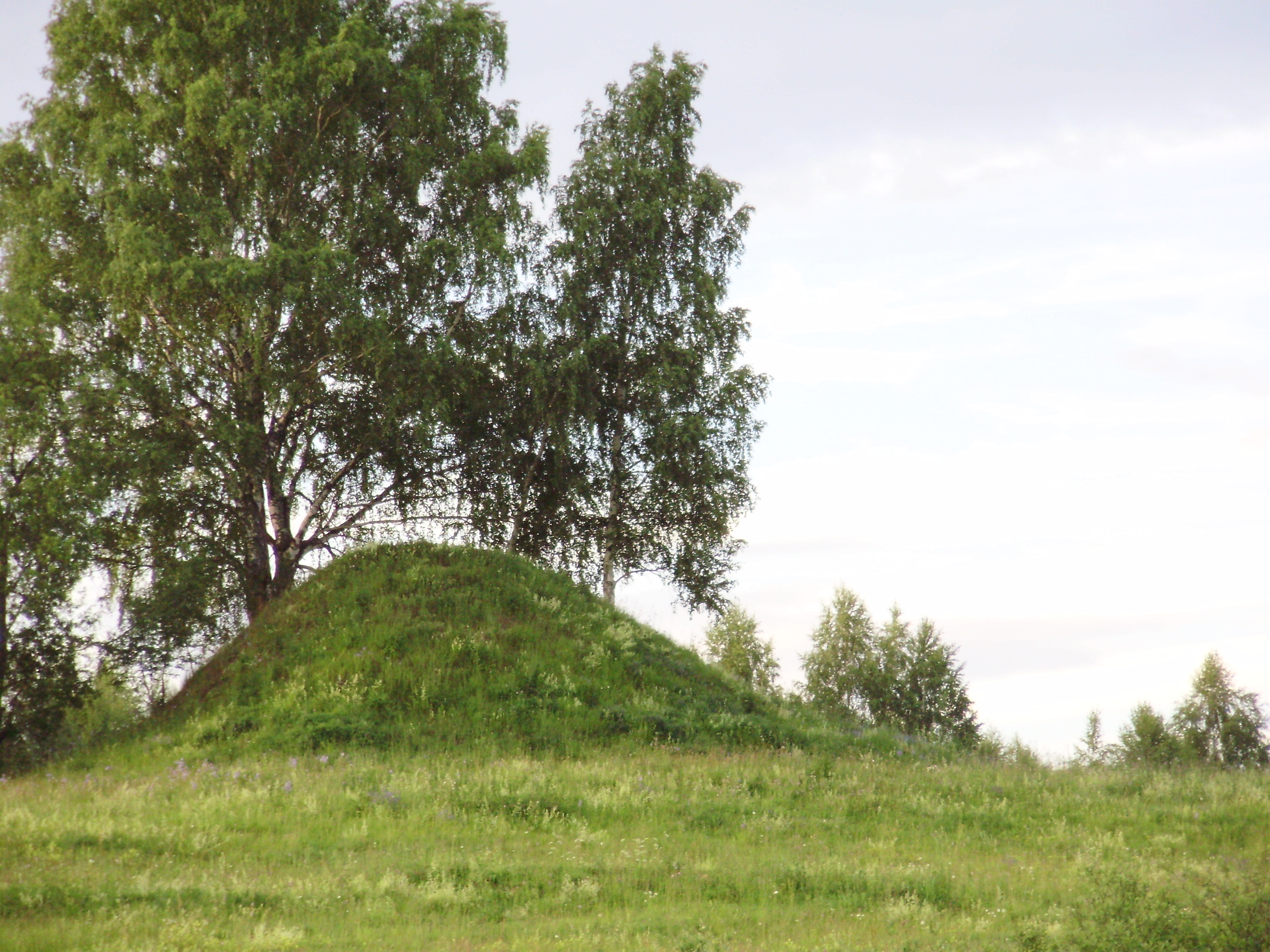
Курган

В 1851 году Тихонравову было поручено составить «Обозрение внутренней торговли Владимирской губернии» для Императорского Русского географического общества, и в том же году он был командирован по губернии для сбора статистических и археологических сведений.
В 1851—1852 гг. К. Тихонравов был прикомандирован к графу Алексею Сергеевичу Уварову, производившему археологические исследования в Суздальском и Юрьевском уездах Владимирской губернии, и явился деятельным помощником графа при раскопках курганов, которых за это время было исследовано более 8 тысяч.
В 1853 году, когда на место графа Уварова был назначен археолог Павел Степанович Савельев, Тихонравов продолжал свои работы по раскопкам курганов, причем под его собственным наблюдением было разрыто до 3000 курганов. К этому времени Тихонравов уже приобрел значительную известность, состоял членом многих учёных обществ и потому в 1853 году, как знатоку Владимирской губернии, его ведению была поручена неофициальная часть «Владимирских губернских ведомостей», редактором которых он с этого времени состоял в течение 25 лет, до самой смерти. За время своего редакторства Tихонравов успел высоко поднять эту провинциальную газету, сделав ее одним из лучших периодических изданий по богатству печатавшихся в нем археологических и этнографических исследований и неизданных и исторических актов. Большая часть напечатанных там материалов принадлежит самому Tихонравову. В течение только первых 25 лет своего сотрудничества в газете он напечатал в ней 420 статей и заметок и 115 древних найденных им актов. Всего же им напечатано не менее 700 статей, полный список которых в хронологическом порядке дан в обстоятельной биографии Tихонравова, напечатанной А. В. Смирновым в его книге.
В 1856 году Константин Никитич Тихонравов был назначен делопроизводителем статистического комитета и в том же году предпринял издание сборника, заключавшего в себе все напечатанное им о Владимирской губернии до этого года. Труд этот вышел в свет только в 1857 году, под заглавием: «Владимирский Сборник. Материалы для статистики, этнографии, истории и археологии Владимирской губернии». В том же году напечатан и другой его труд: «Статистический список населенных местностей Владимирской губернии».
В 1859 году он был командирован в Санкт-Петербург для занятий при земском отделе центрального статистического комитета, в комиссии о преобразовании уездных учреждений.
В 1861 году он был утвержден в должности секретаря Владимирского статистического комитета. В том же году, по предложению Тихонравова, действительным членом статистического комитета был утверждён Иван Александрович Голышев. Это был первый случай избрания в члены комитета безродного крестьянина из крепостных.
В 1863 году К. Н. Тихонравов снова производил раскопки курганов в Шуйском уезде Владимирской губернии Российской империи.
С 1863 года под его редакцией вышло 10 выпусков «Трудов Владимирского губернского статистического комитета», а с 1876 года по его инициативе и под его редакцией стал выходить «Ежегодник владимирского статистического комитета». Оба эти издания также заключают в себе много работ Тихонравова.
Константин Никитич Тихонравов умер 6 июля 1879 года в городе Владимире. Был похоронен на Владимирском градском кладбище.
Уже после смерти его в 1880 году, был напечатан труд, составленный им и Н. А. Артлебеном, под названием: «Древности Суздальско-Владимирской области, сохранившиеся в памятниках зодчества в пределах Владимирской губернии. Век ХІI» (выпуск I).

## Известные адреса
Владимир, улица Герцена, 23

## Избранная библиография
- «Статистический список населенных местностей Владимирской губернии» — Владимир: Губ. тип., 1857. — 510 с.
- «Хронологический указатель к неофициальной части „Владимирских Губернских Ведомостей“, 1838—1869 гг.» (Владимир, 1869)
- «Описание Владимирского Рождественского монастыря XII века» (Владимир, 1869)
- «Владимирский историко-статистический сборник» (1869)